# Peter Herden
Peter Herden (* 5. Mai 1918 in Plön; † 31. Oktober 2013 in Dresden) war ein deutscher Film- und Theaterschauspieler, der vor allem in Dresden wirkte.

## Leben
Herden legte 1937 sein Abitur in Breslau ab und nahm dort anschließend bis 1939 Schauspielunterricht. Von 1939 bis 1945 war er Soldat im Zweiten Weltkrieg und geriet in Kriegsgefangenschaft.
Bereits 1945 erhielt er ein erstes Theaterengagement in Altenburg; weitere Stationen waren Glauchau (1946) und Plauen (1947). Martin Hellberg holte ihn 1949 als Ensemblemitglied an das Staatsschauspiel Dresden, dessen Ehrenmitglied Herden 1988 wurde. Im Jahr 1995 beendete er das feste Engagement am Staatsschauspiel. An der Staatsoperette Dresden, an der er 1963 sein Debüt gegeben hatte, spielte Herden von 1965 bis 1978 446-mal den Professor Higgins in My Fair Lady mit Marita Böhme als Eliza.
Seinen offiziellen Bühnenabschied gab Herden, der 1998 einen Herzanfall erlitten hatte, 2000 in der Rolle des Willie Clark in Neil Simons Sonny Boys. In der Inszenierung der Komödie Dresden spielte er an der Seite von Herbert Köfer. Im Jahr 2001 war Herden im Klassiker Die Feuerzangenbowle an der Komödie Dresden zu sehen und trat 2007 im Rahmen der Jubiläumsgala Legenden in der Staatsoperette Dresden auf. Im gleichen Jahr erhielt er die Ehrenmitgliedschaft der Staatsoperette.
Ab 1953 übernahm Herden Rollen in Film und Fernsehen, darunter Nebenrollen in verschiedenen DEFA-Spielfilmen. Seinen Durchbruch als Schauspieler hatte Herden 1960 in der Rolle des Familienvaters und Ingenieurs Franz Bach im DFF-Spielfilm Papas neue Freundin, der mit Vielgeliebtes Sternchen und Oh, diese Jugend zwei Fortsetzungen erlebte.
Herden verstarb im Alter von 95 Jahren im Oktober 2013 in Dresden. Sein Grab befindet sich auf dem Waldfriedhof Weißer Hirsch.
In der Tageszeitung „Dresdner Neueste Nachrichten“ wurde er im Jahre 2000 zu einem der „100 Dresdner des 20. Jahrhunderts“ gewählt.

## Theaterrollen (Auswahl)
- 1946: W.Maas + M.Tscherwinskij – Irgendwo in Moskau; Kreistheater Glauchau
- 1949:  Wsewolod Wischnewski: Optimistische Tragödie – Regie: Günther Sauer (Volksbühne Dresden)
- 1951: Michail Pogodin – Missouri-Walzer; Staatsschauspiel Dresden (Student)
- 1951: Gotthold Ephraim Lessing – Emilia Galotti; Staatsschauspiel Dresden (Prinz Appiani)
- 1951: William Shakespeare: Viel Lärm um nichts – Regie: Paul Lewitt (Staatstheater Dresden)
- 1952: Julius Hay – Die Brücke des Lebens; Staatsschauspiel Dresden (Ingenieur)
- 1953: Friedrich Wolf – Floridsdorf; Staatsschauspiel Dresden (Ingenieur Weißel)
- 1954: Wsewolod Wischnewski – Das unvergessliche Jahr 1919; Staatsschauspiel Dresden (Dax)
- 1954: William Shakespeare – Ein Sommernachtstraum; Staatsschauspiel Dresden (Lysander)
- 1956: Dmitri Stscheglow – Im Wendekreis; Staatsschauspiel Dresden (Titow)
- 1956: Bertolt Brecht – Leben des Galilei; Staatsschauspiel Dresden
- 1956: Günther Weisenborn – Das verlorene Gesicht; Staatsschauspiel Dresden
- 1956: Lion Feuchtwanger – Die Witwe Capet; Staatsschauspiel Dresden (Saint Just)
- 1960: Klára Fehér – Die Krone der Schöpfung; Staatsschauspiel Dresden – Kleines Haus
- 1960: Lew Tolstoi: Krieg und Frieden – Regie: Ottofritz Gaillard  (Schauspielhaus Dresden)
- 1961: Don Juan; Staatsschauspiel Dresden (Don Juan)
- 1963: Die Hochzeit des Heiratsschwindlers; Staatsoperette Dresden
- 1965–1978: My Fair Lady, Staatsoperette Dresden (Prof. Higgins)
- 1966: Enrico 61; Staatsoperette Dresden
- 1966: Rolf Hochhuth – Der Stellvertreter; Staatsschauspiel Dresden (Papst)
- 1967: Friedrich Wolf – Cyankali; Staatsschauspiel Dresden
- 1967: Horst Kleinadam – Von Riesen und Menschen; Staatsschauspiel Dresden
- 1968: Friedrich Dürrenmatt – Der Besuch der alten Dame; Staatsschauspiel Dresden (Lehrer)
- 1970: Seán O’Casey – Ein Freudenfeuer für den Bischof; Staatsschauspiel Dresden (Stadtrat)
- 1970: Alexander Stein – Zwischen den Gewittern; Staatsschauspiel Dresden
- 1970: Alexander Stein – Zwischen den Gewittern; Staatsschauspiel Dresden
- 1972: Jerome Kilty – Geliebter Lügner; Staatsschauspiel Dresden (George Bernard Shaw)
- 1974: Imre Sarkadi – Das verlorene Paradies; Staatsschauspiel Dresden – Kleines Haus (Sebök)
- 1975: Ich trete aus der Weltgeschichte aus; Staatsoperette Dresden
- 1978: Eugène Scribe – Das Glas Wasser; Staatsoperette Dresden (Bolingbroke)
- 1978: Bertolt Brecht – Mann ist Mann; Staatsschauspiel Dresden
- 1978: Carl Sternheim – Bürger Schippel; Staatsschauspiel Dresden (Krey)
- 1980: Peter Hacks – Senecas Tod; Staatsschauspiel  Dresden (Annaeus)
- 1983: Ursula Damm Wendler – Herbstgewitter; Staatsoperette Dresden (Regie!)
- 1983: Heinz Drewniok – Wenn Georgi kommt; Staatsschauspiel Dresden (Axel)
- 1986: Eugene O’Neill – Eines langen Tages Reise in die Nacht; Staatsschauspiel  Dresden  – Kleines Haus
- 1987: Christoph Hein – Passage; Staatsschauspiel  Dresden (Hirschburg)
- 1989: Christoph Hein – Die Ritter der Tafelrunde; Staatsschauspiel Dresden (Lanzelot)
- 1996: Markus Köbeli – Zimmer frei; Staatsschauspiel – Kleines Haus, Dresden (Opa)
- 1997: Heinrich von Kleist – Käthchen von Heilbronn oder Die Feuerprobe; Staatsschauspiel Dresden
- 2000: Neil Simon – Sonny Boys; Komödie Dresden (Willie Clark)
- 2001: Heinrich Spoerl – Die Feuerzangenbowle; Komödie Dresden (Studienrat)

## Filmografie (Auswahl)
- 1952: Geheimakten Solvay
- 1955: 52 Wochen sind ein Jahr
- 1956: Der Teufelskreis
- 1956: Thomas Müntzer – Ein Film deutscher Geschichte
- 1956: Die Millionen der Yvette
- 1958: Tilman Riemenschneider
- 1959: Die Premiere fällt aus
- 1960: Hochmut kommt vor dem Knall
- 1960: Die heute über 40 sind
- 1960: Papas neue Freundin (Fernsehen)
- 1961: Vielgeliebtes Sternchen (Fernsehen)
- 1962: Oh, diese Jugend (Fernsehen)
- 1963: Reserviert für den Tod
- 1964: Der geteilte Himmel
- 1964: Pension Boulanka
- 1965: Die besten Jahre
- 1966: Lebende Ware
- 1967: Die gefrorenen Blitze
- 1968: 12 Uhr mittags kommt der Boß
- 1969: Krupp und Krause (Fernsehen)
- 1971: KLK an PTX – Die Rote Kapelle
- 1971: Zollfahndung: Die Kopie (Fernsehserie)
- 1972: Sechse kommen durch die Welt
- 1972: Die lieben Mitmenschen: Sonntagskinder (Fernsehserie)
- 1973: Unser täglich Bier (Fernsehen)
- 1973: Stülpner-Legende (Fernsehmehrteiler)
- 1974: Der Leutnant vom Schwanenkietz (Fernsehen)
- 1975: Looping
- 1976: Die Lindstedts: Die erste Geige (Fernsehserie)
- 1978: Sabine Wulff
- 1981: Jockei Monika: Jahreswechsel (Fernsehserie)
- 1982: Das Fahrrad
- 1989: Polizeiruf 110: Trio zu viert (Fernsehserie)
- 1992: Karl May
- 1994: Elbflorenz: Sachsenschrat und Weinnase (Fernsehserie)

## Hörspiele
- 1960: Gerhard Rentzsch: Altweibersommer (Herr Schmidt) – Regie: Hans Knötzsch (Rundfunk der DDR)
- 1961: Käte Seelig: Wie es ihm gefällt (Werner Ruhland) – Regie: Helmut Hellstorff (Hörspiel – Rundfunk der DDR)
- 1967: Maxim Gorki: Feinde (Strobotow) – Regie: Hans Dieter Mäde (Theater – Litera)

## Auszeichnungen
- 1967: Kunstpreis der DDR
- 1988: Ehrenmitgliedschaft des Staatsschauspiel Dresden
- 1989: Martin-Andersen-Nexö-Kunstpreis
- 2007: Ehrenmitgliedschaft der Staatsoperette Dresden